# Fuga de la cárcel de mujeres El Buen Pastor

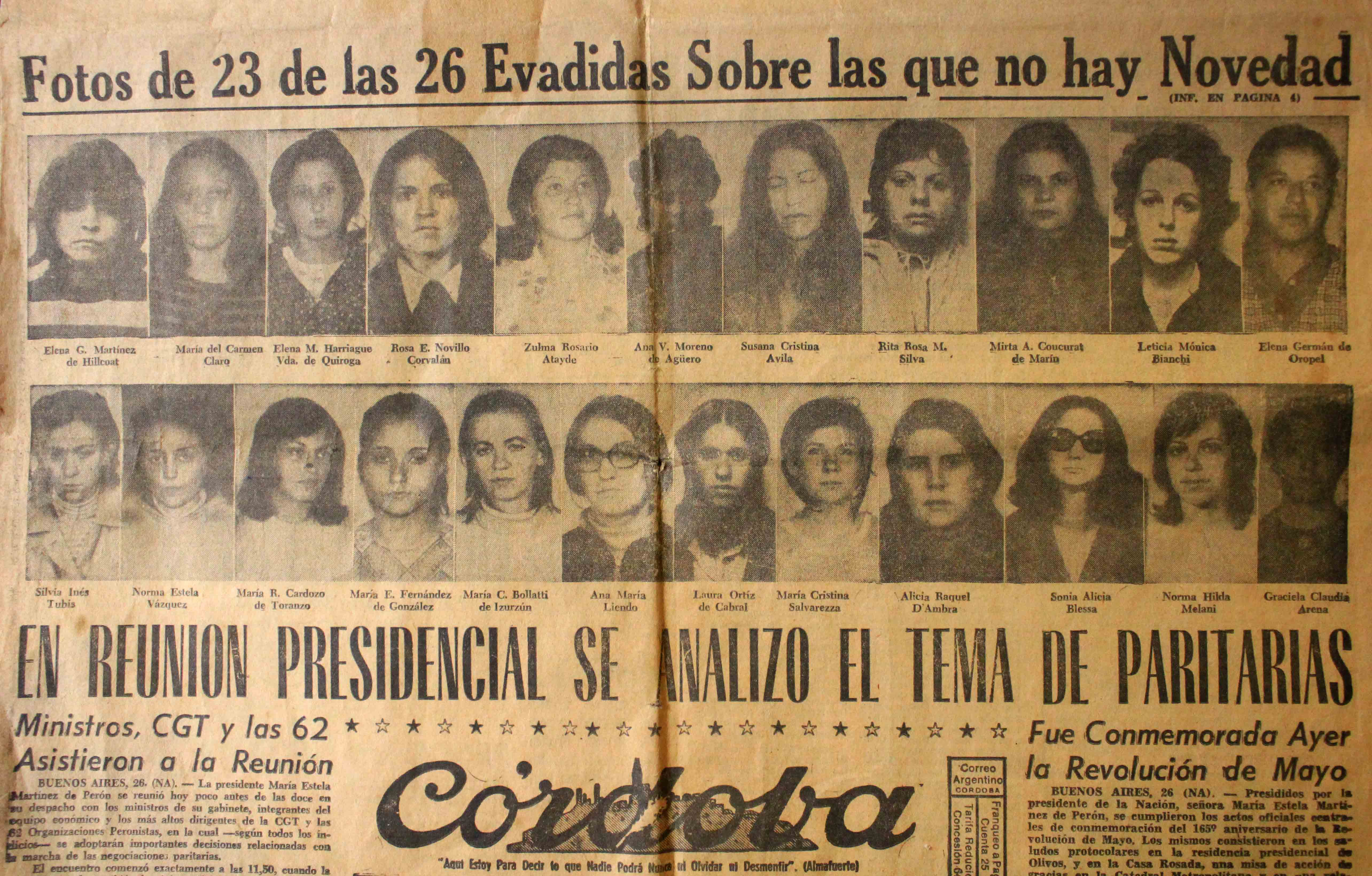
Publicación acerca de la fuga de las presas de la cárcel del Buen Pastor.

La fuga de la cárcel de mujeres El Buen Pastor, en Córdoba, Argentina, fue un hecho histórico que se produjo el 24 de mayo de 1975. En esa noche, 26 presas políticas, de entre 17 y 30 años, lograron escapar de la prisión. La fuga fue planificada y organizada por el PRT-ERP, con la participación de 200 personas. El gobernador de Córdoba era entonces el interventor brigadier Raúl Lacabanne, quien había desplazado al gobernador Obregón Cano y a Hipólito Atilio López luego del «navarrazo» de febrero de 1974. La presidencia de Argentina era ejercida por María Estela Martínez de Perón. Se trató de la mayor fuga de presas de la historia argentina.
La organización Montoneros aprobó y apoyó la operación de rescate de las presas políticas y puso a disposición algunos autos utilizados durante la fuga. Algunas fuentes señalan que el apoyo logístico de Montoneros a la operación fue mayor. Se aprovechó que había un casamiento en la iglesia de Los Capuchinos, frente a la cárcel y se organizaron actos de distracción en la ciudad de Córdoba con el fin de entretener a las fuerzas policiales. El jefe de la operación fue Enrique Gorriarán Merlo.

## La cárcel
La cárcel estaba ubicada en el actual paseo del Buen Pastor, frente a la iglesia de los capuchinos, en el barrio de Nueva Córdoba. El establecimiento fue construido entre 1897 y 1906. Allí la orden de las monjas de Nuestra Señora de la Caridad del Buen Pastor de Angers, más el servicio penitenciario, mantenían cautivas a las presas «comunes» y a las presas «políticas». En el caso de las presas «guerrilleras», algunas de las mismas debían entregar involuntariamente sus bebés a la Casa Cuna luego de parir.
Desde principios de la década de los años '70, esa cárcel fue destinada exclusivamente al alojamiento de presas políticas -algunas de ellas con sus hijos pequeños -, siempre bajo el control de las monjas pero con una guardia perimetral de agentes penitenciarios que vigilaban los movimientos del interior desde garitas y pasillos instalados en los techos.
La cárcel del Buen Pastor era utilizada para enviar presas políticas provenientes de otras dependencias como la célebre D-2 o Informaciones que era un centro clandestino de detención ubicado en pleno centro de la ciudad de Córdoba. María Cristina Salvarezza, una de las protagonistas de la fuga y militante del PRT-ERP, había pasado por la temible D-2 antes de ser enviada a la cárcel del Buen Pastor. En la D-2 sufrió torturas: los golpes y la técnica conocida como «submarino». Esos maltratos le terminaron afectando la mitad de un pulmón. Salvarezza  tuvo que ser operada en el 2015 por las secuelas que le dejaron. En la D-2 operaba la famosa "Tía", Argentina Pereyra de Mercado, una policía torturadora que provenía de la Alianza Libertadora Nacionalista, un grupo de corte fascista. Vivencias similares a las de Salvarezza fueron experimentadas por las presas María Eugenia Fernández y María del Carmen Claro quienes también se fugaron de la cárcel del Buen Pastor. 
El trato recibido por las presas en la cárcel del Buen Pastor era mejor ya que en ese lugar no se torturaba como sucedía en la D2 o en otros centros clandestinos. Existía un taller de costura en la cárcel. Muchos niños pequeños vivían con sus madres encarceladas. Las presas fueron creando formas de resistencia como por ejemplo el rechazo de las requisas vaginales, en las cuales se procedía a revisar las vaginas de las reclusas. También solían realizar huelgas de hambre como medida de protesta. Las reclusas además organizaban clases y cursos. 
La cárcel estaba estructurada en dos pabellones: uno para las madres con los hijos y las presas embarazadas, y otro para las presas consideradas peligrosas, en el cual estaban las presas políticas. Según María Cristina Salvarezza, al momento de la fuga las presas políticas eran 40 y pertenecían a las siguientes organizaciones y partidos: Montoneros, Peronismo de Base, Partido Comunista Argentino, FAL-22, FAL- Che, y PRT ( Bohoslavsky,2015). 

## Antecedentes de fugas de presos políticos
En Uruguay los Tupamaros de la cárcel de Punta Carretas lograron la fuga de 111 presos a través de un túnel en el operativo Abuso, liderado por el “Pepe” Mujica, Raúl Sendic y Eleuterio Fernández Huidobro, el 6 de septiembre de 1971. También en Montevideo el 30 de julio de ese mismo año, 38 mujeres se fugaron en el llamado Operativo Estrella del penal de Cabildo.
En junio de 1971 se produjo la primera fuga de presas en Córdoba. Fue organizada por el PRT-ERP en la tarde del viernes 12 de junio, justo en el momento en que en el Departamento Central de Policía se anunciaba a la prensa la detención de una «célula extremista» de guerrilleros de esa organización, acusados del robo del arma a un agente de tránsito, el robo de dos automotores y el reparto de ropas y útiles en barrios. De las cinco guerrilleras, cuatro pertenecían al PRT-ERP y otra a Montoneros. Las presas que se fugaron eran Silvia Urdampilleta, Cristina Liprandi de Vélez, Diana Triay de Johnson, Alicia Quinteros y Ana María Villarreal, esposa del dirigente del PRT-ERP Mario Roberto Santucho.
En Buenos Aires pocos días después se produjo la fuga del 26 de junio de 1971. La cárcel de mujeres de Buenos Aires ocupaba un edificio de la Casa de Retiros Espirituales de la Compañía de Jesús, construido en 1760 en el barrio de San Telmo y ubicada en la calle Humberto I número 378. Era administrada por las monjas de la orden del Buen Pastor al igual que la cárcel cordobesa.
En 1972 en la tarde del 15 de agosto de 1972 había ocurrido la histórica fuga de Trelew, en la Patagonia argentina. Por fallos en la comunicación, sólo 6 lograron llegar al aeropuerto y cooptar un avión hacia Chile, en tanto otros 19 militantes fueron atrapados y encarcelados en la base militar Almirante Zar. Allí, en la madrugada del 22, los carceleros les dispararon. El hecho se conoce como la Masacre de Trelew.
En la misma cárcel del Buen Pastor de Córdoba antes de mayo de 1975 ya habían habido intentos de fuga anteriores. En el mismo había participado Ana María Sivori. Las presas habían logrado cavar un hueco en el baño que daba a la calle Obispo Trejo. El hueco fue encontrado y la fuga frustrada (Bohoslavsky, 2015).

## Tareas de distracción
El gobernador Raúl Lacabanne, esa noche, salía de la catedral de Córdoba donde había participado del Tedeum anticipado por los festejos del 25 de mayo para dirigirse luego al teatro Rivera Indarte. Lacabanne aparentemente se enteró en plena ceremonia de la fuga de las presas.
A la hora de la fuga se hicieron estallar bombas de estruendo en varias esquinas estratégicas de la ciudad de Córdoba para distraer a la policía y se quemó un colectivo en la esquina de Hipólito Yrigoyen y Vélez Sársfield, a unas cuatro cuadras del penal, con el mismo objetivo. Se pusieron otros retenes en donde estaba la Policía Federal, sobre la misma calle, y rodearon a cinco cuadras a la redonda la zona, para que las fugitivas pudieran salir corriendo cada una a los distintos autos donde sus compañeros las esperaban para sacarlas en grupos de a cuatro a distintas casas de militantes en los barrios de la ciudad.
Esa noche había un casamiento en la iglesia del Sagrado Corazón, conocida también como iglesia de los capuchinos, que se encuentra al frente de lo que era la cárcel y la aglomeración de gente en dicha esquina colaboraba con la fuga.

## La fuga
Antes de la fuga había una huelga de hambre en las cárceles argentinas. La señal del comienzo del operativo fue la detonación de bombas de estruendo en las calles aledañas a la cárcel. 
A las ocho en punto de la noche del 24 de mayo de 1975, comenzó el operativo de fuga más grande de una cárcel cordobesa. Solo cuatro reclusas estaban al tanto del plan de fuga. Eran tres veteranas integrantes del PRT: Ana María Sívori, esposa de Enrique Gorriarán Merlo, Sonia Blesa y Cristina Bollati, a la que todas llamaban La Gringa. Las presas que dirigieron la fuga le explicaron al resto el plan de huida pocas horas antes de la misma. Las que aceptaran fugarse necesariamente debían pasar a la clandestinidad y manejarse con documentos y nombres falsos. Quienes se fugaran y estaban con sus niños en la cárcel necesariamente debían entregar a sus niños a los familiares. Por diversas razones particulares o de salud varias presas se negaron a fugarse.
Ese mismo día hicieron que se lavaran las sábanas al mediodía para colgarlas en las sogas del patio según el relato de la protagonista Cristina Salvarezza. La idea era tapar los movimientos para que los guardias del servicio penitenciario que estaban apostados desde los techos del Buen Pastor, no pudieran ver cuando a la hora de la fuga las presas salieran desde el comedor hacia la cocina, que era el punto de encuentro y de salida hacia el exterior. Desde la cocina el plan de fuga consistía en saltar por la ventana hacia la calle Buenos Aires donde serían recibidas por sus compañeros. Previamente la idea era arrancar la ventana mediante una cadena atada a un camión. Desde adentro, las presas debían trepar a la ventana, romper el vidrio y saltar a la calle una vez destruida la ventana. A su vez para alcanzar la ventana había que preparar una serie de mesas que improvisaban una especie de escalera. Las reclusas debían trepar esta estructura improvisada para llegar a la ventana y saltar posteriormente al exterior. 
Después de la cena, las reclusas se dirigieron en grupos de cuatro a la cocina según el plan. Para distraer a los guardias, que a esa hora eran el doble, porque se realizaba el cambio de guardia, las presas les convidaron sándwiches de milanesa que sobraron de la cena a los efectos de distraerlos. Otra distracción implementada por las reclusas fue una obra de teatro con el objetivo de distraer a los guardias apostados en las alturas. En ese momento, las presas comunes o no políticas se pusieron a bailar cuarteto con minifaldas, en el otro patio, con la misma intención de distraer a los guardias. Las presas indicaron la ventana a romper simulando una pelea en la cual rompieron el vidrio de la misma. Era la señal para que sus compañeros de afuera del penal supieran cual era la ventana a arrancar. En la calle Obispo Oro, frente a una de las ventanas del penal, un camión Ford 350 arrancó las rejas con un cable de acero y permitió la salida de las detenidas. 
Las prisioneras comenzaron a saltar desde el boquete de la ventana hacia la caja del camión. Ahí las recibían los militantes del PRT-ERP Jorge “Negro” Cortez y Salvador Farait, “Jackaroe”, como el personaje de Robin Wood de la revista D'Artagnan, que era un albañil. Saltaron 26 presas. Si bien muchas eran militantes del PRT-ERP, cuatro de ellas pertenecían a la organización Montoneros y una de ellas a las FAL- CHE.
Las dos últimas que saltaron fueron María Eugenia Fernández, que tenía una panza de seis meses pero saltó sin problemas y Alicia D'Ambra, quien tenía cistitis y el dolor de riñones la doblaba. Algunas mujeres subieron a ese mismo camión, otras a una pick-up Chevrolet, y otras se dispersaron en vehículos y hasta en un colectivo urbano.
El plan funcionó a la perfección. Toda la operación se desarrolló en poco más de cinco minutos y no hubo ni muertos ni heridos. Durante los días que siguieron, mientras eran intensamente buscadas, las fugadas fueron distribuidas en diferentes casas. Allí cambiaron su aspecto: se cortaron y tiñeron el pelo, les tomaron fotos y les confeccionaron documentos con identidades falsas. Las fotos de los documentos falsos fueron tomadas por el militante del PRT-ERP Federico Laje. Una semana después todas estaban fuera de la ciudad de Córdoba. Dos años después del escape, la Cárcel del Buen Pastor fue cerrada definitivamente. La temeraria acción salió al día siguiente publicada en los diarios de todo el país. Se publicaron las fotos de las presas fugadas. 

## Desaparición y exilio posterior de las presas
La mayoría de las presas fueron recapturadas durante los meses siguientes si bien algunas lograron exiliarse. Nueve de las 26 presas que lograron fugarse fueron desaparecidas posteriormente. Entre quienes pudieron exiliarse se encontraba María Cristina Salvarezza, que era arquitecta y militante del PRT-ERP. Salvarezza luego se traslada a Buenos Aires para continuar con la militancia. A fines de 1977 logró huir hacia Brasil por vía terrestre, a la ciudad de Niterói y luego el ACNUR, la Agencia de las Naciones Unidas para los Refugiados, la sacó hacia Francia con su hijita Viviana. Su pareja Gustavo Hugo García, también militante del PRT-ERP y trabajador de Propulsora Siderúrgica, empresa del grupo Techint, fue desaparecido el 25 de marzo de 1977 en Buenos Aires. 

## Producciones audiovisuales
La serie El brete es una serie web dirigida por Ángela Bertoni y producida por la Asociación Civil Yatasto que aborda el tema de la fuga de las presas.
La productora de cine El Calefón conjuntamente con el Grupo de Ex Presas Políticas del Buen Pastor realizó un documental sobre la fuga del grupo de internas con Matías Herrera Córdoba y Lucía Torres como codirectores. Se titula: Buen Pastor, una fuga de mujeres. Fue realizado con material registrado entre los años 2003 y 2009 y comienza con alguna de las protagonistas, colgando carteles con cintitas rojas, en una de las rejas de lo que se convirtió el shopping Paseo del Buen Pastor, que el gobernador José Manuel de la Sota inauguró en agosto de 2007. Las protagonistas expresan su temor ante la posibilidad de ser detenidas por ese acto de protesta. Los carteles tenían los nombres de las nueve presas desaparecidas: Helena Harriague, Rosa “Tota” Novillo Corvalán; Zulma Rosario Ataide, Ana Vilma Moreno de Agüero, Susana Cristina Ávila, Ana María Liendo, Alicia Raquel D'ambra; Sonia Alicia Blesa y Norma Hilda Melani. El documental avanza con la visita de las ex presas políticas que recorren el lugar en ruinas y van reconstruyendo mentalmente como era la prisión para luego narrar la fuga. Luego al final se proyectan imágenes de la construcción del shopping y del paseo. La película homenajea a las presas desaparecidas y ofrece semblanzas de las mismas.

## Paseo del Buen Pastor
Actualmente el paseo del Buen Pastor es un complejo cultural, turístico, recreativo y de contemplación. En 2007 fue convertido en un patio de comidas por iniciativa del gobernador peronista De la Sota. 
El paseo del Buen Pastor tiene desde julio de 2011 un recorrido que va señalando y rememorando a las presas políticas que estuvieron detenidas en el lugar, muchas de ellas desaparecidas. El recorrido lo establecen 11 baldosas con textos alusivos y relatos de presas que se han colocado en los distintos espacios donde transcurría la vida de estas mujeres: los dormitorios, los talleres, el patio, entre otros. El circuito de la Memoria es una iniciativa de un grupo de ex presas políticas, apoyada por la Comisión y el Archivo Provincial de la Memoria junto a Cultura de la provincia.
Existe una fuente con aguas danzantes que por la noche es iluminada. En ese lugar se encontraban las celdas de castigo razón por la cual hay quienes critican la construcción de la fuente en lugar de preservar las celdas. En la actualidad el paseo es muy concurrido por residentes de la ciudad y turistas.